# Gora Belogolovaja
Gora Belogolovaja är ett berg i Antarktis. Det ligger i Östantarktis. Australien gör anspråk på området. Toppen på Gora Belogolovaja är 721 meter över havet.
Terrängen runt Gora Belogolovaja är lite kuperad. Trakten är obefolkad. Det finns inga samhällen i närheten.